# Đồng bằng ven biển Đại Tây Dương

Đồng bằng ven biển Đại Tây Dương bao phủ một phần diện tích các tiểu bang Massachusetts, New York, New Jersey, Pennsylvania, Delaware, Maryland, District of Columbia, Virginia, Bắc Carolina, Nam Carolina, Gruzia và Florida.

Đồng bằng ven biển Đại Tây Dương là một vùng địa văn học địa hình thấp nằm dọc Đông Duyên hải Hoa Kỳ. Đồng bằng trải rộng 2.500 km từ New York Bight hướng về phía nam đến phần dải đất lục địa miền Đông thuộc địa phận Georgia/Florida. Phía đông giáp Đại Tây Dương, phía nam giáp tỉnh địa văn học Florida. Vùng hải đảo Outer Lands tạo nên phần hải đảo xa nhất về đông bắc của đồng bằng này.
Đồng bằng chủ yếu tạo thành từ đá trầm tích và trầm tích chưa lithi hóa, chủ yếu được dân Mỹ dùng làm đất nông nghiệp.